# 塞廷湖

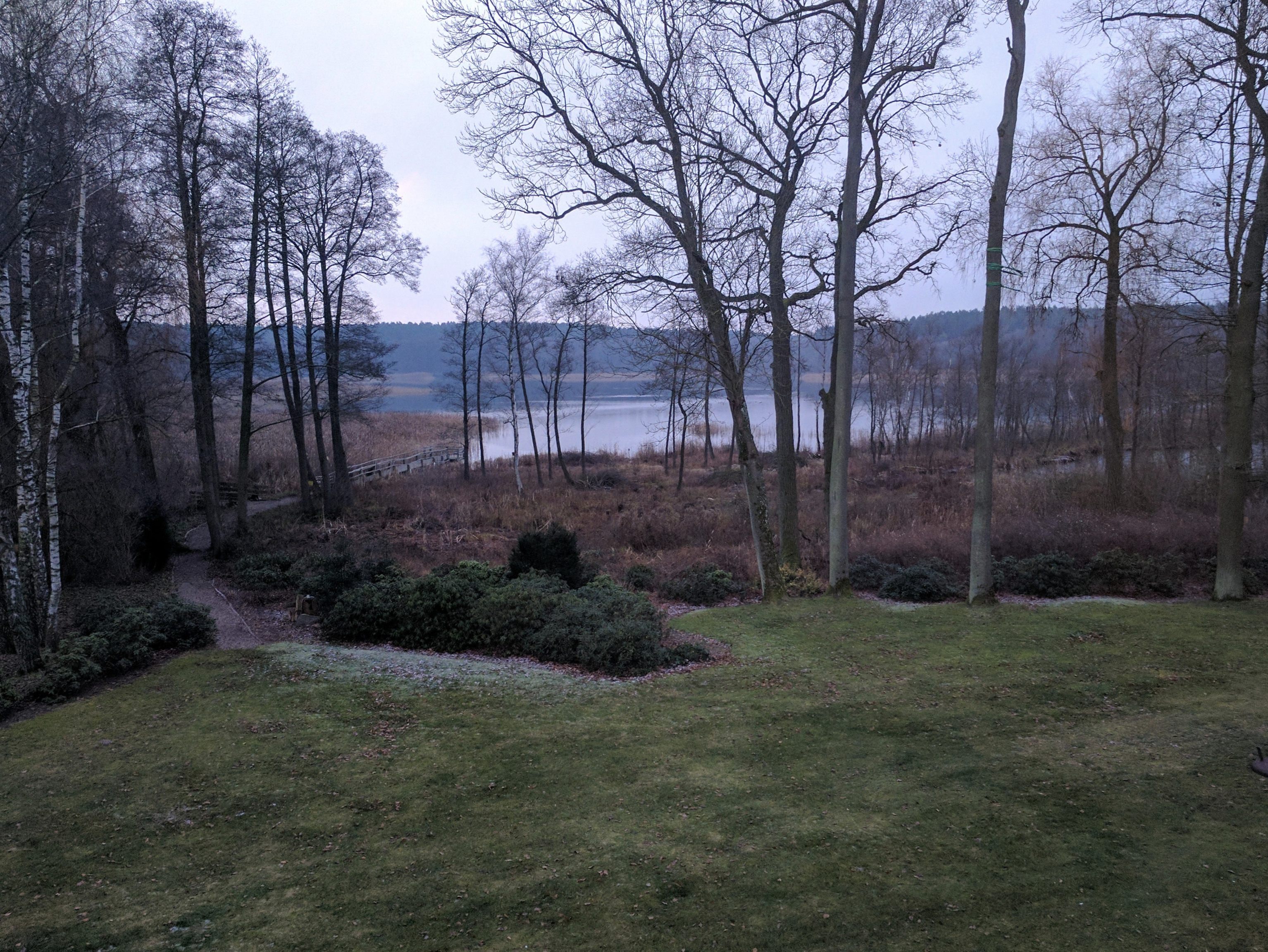

53°32′28.78″N 11°37′8.04″E / 53.5413278°N 11.6189000°E
塞廷湖（德語：Settiner See），是德國的湖泊，位於該國東北部梅克倫堡-前波美拉尼亞州，由路德維希斯盧斯特-帕爾希姆縣負責管轄，長1.3公里、寬0.6公里，面積0.5平方公里，海拔高度42米，最大水深3米。